# Nationalpark Tirgua
Der Nationalpark Tirgua (span. Parque Nacional Tirgua) ist ein Nationalpark in Venezuela.

## Lage
Er befindet sich etwa 220 Kilometer (Luftlinie) westsüdwestlich der Hauptstadt Caracas und
erstreckt sich von den Bezirken San Carlos und Anzoátegui im Bundesstaat Cojedes bis zum Bezirk Nirgua im Bundesstaat Yaracuy.

## Beschreibung
Der Nationalpark besitzt eine Ausdehnung von 91.000 Hektar, er wurde im Jahr 1992 ausgewiesen und ist damit einer der jüngsten in Venezuela. Der Status dient auch zum Schutz der Quellwassergebiete, insbesondere dem des Flusses Tirgua, der dem Nationalpark den Namen gab. In gewässerkundlicher Hinsicht ist das Gebiet von erhöhter Bedeutung.

## Flora und Fauna
Im Nationalpark Tirgua finden sich überwiegend Vegetationstypen von Laub- und Mischwäldern und Savannen. An Gehölzen finden sich Arten aus den Pflanzenfamilien der Clusiaceae, der Mimosengewächse, der Myrtengewächse, der Lindengewächse und der Palmengewächse.
Der Nationalpark ist Lebensraum für Tierarten wie den Brüllaffen, den Kapuzineraffen oder die Nördliche Tiger- oder Ozelotkatze.

## Sonstiges
Im Nationalpark befindet sich das Quellgebiet des Flusses Tirgua. Auf diesem Fluss, in dessen Lauf Stromschnellen vorkommen, können verschiedene Wassersportarten wie Kanusport, Rafting und Rudern ausgeübt werden.